# 四手井綱正
四手井綱正（日语：／ Shidei Tsunamasa、1895年1月27日—1945年8月18日）為日本陸軍軍人。最終階級陸軍中將。

## 生平
京都府山科（現屬京都市）舊家（鄉士）出身。教員・四手井彦四郎的長男。就讀過京都一中、大阪陸軍地方幼年學校、中央幼年學校等校。1915年（大正4年）5月、陸軍士官学校（27期）畢業。同年12月、任官陸軍騎兵少尉擔任騎兵第23聯隊付。1922年（大正11年）11月、陸軍大學校（34期）優等畢業。
經歷陸軍騎兵學校教官、派駐德國、陸大教官、兼参謀本部員等職務。1935年（昭和10年）8月至1939年（昭和14年）3月擔任侍從武官。之後、歷任騎兵第23聯隊長、陸大教官、陸大研究部主事等職務。1940年（昭和15年）8月、進級陸軍少將。擔任陸大幹事時參與太平洋戰爭。
1942年（昭和17年）12月、成為第1方面軍參謀長，1943年（昭和18年）10月、晉級陸軍中將。1944年（昭和19年）10月、補任第94師団長、前往马来半岛赴任。1945年（昭和20年）5月、調任為緬甸方面軍參謀長。同年7月、派令為關東軍總參謀副長。同年8月18日於赴任途中，下午2時在台北松山飛行場搭乘九七式重轟炸機前往滿洲大連，卻在台北飛行場飛機起飛之際，螺旋槳脫離而失控墜毀。擔任駕駛的滝澤少校，以及同乘的一名日本軍官均死亡；時燒傷嚴重的四手井綱正中將等日本軍官與身受重傷的的自由印度臨時政府的領導人兼印度国民军的最高指揮官苏巴斯·钱德拉·鲍斯轉送到臺大醫院搶救，四手井綱正全身燒傷以致傷重不治，享年50歲。苏巴斯·钱德拉·鲍斯同樣搶救無效死亡。

## 親族
- 妻 四手井光子 長谷川直敏（陸軍中將）的女兒
- 弟 四手井綱彦（物理學者、京都大學教授）・四手井綱英（森林生態學者、京都大學教授）
- 姐夫 篠塚義男（陸軍中將）

## 人生觀
根據陸大學生高山信武（陸大47期），憶及昭和9年（1934年）在陸大學習的回顧。教官四手井個性至誠温厚、是一位篤信情義之人。四手井教官相當關注在戰史的這一部分，對於戰史的研究及戰史教育的修為、其他人都比不上；且其學術造詣之深、與對教育的熱愛，贏得許多學生的尊重及信任。。

## 著書
- 『戰爭史概觀』岩波書店、1943年。
- 『長期戰の典型たるフリードリヒ大王戰史梗概』陸軍偕行社、1944年